# Marienplatz (München)

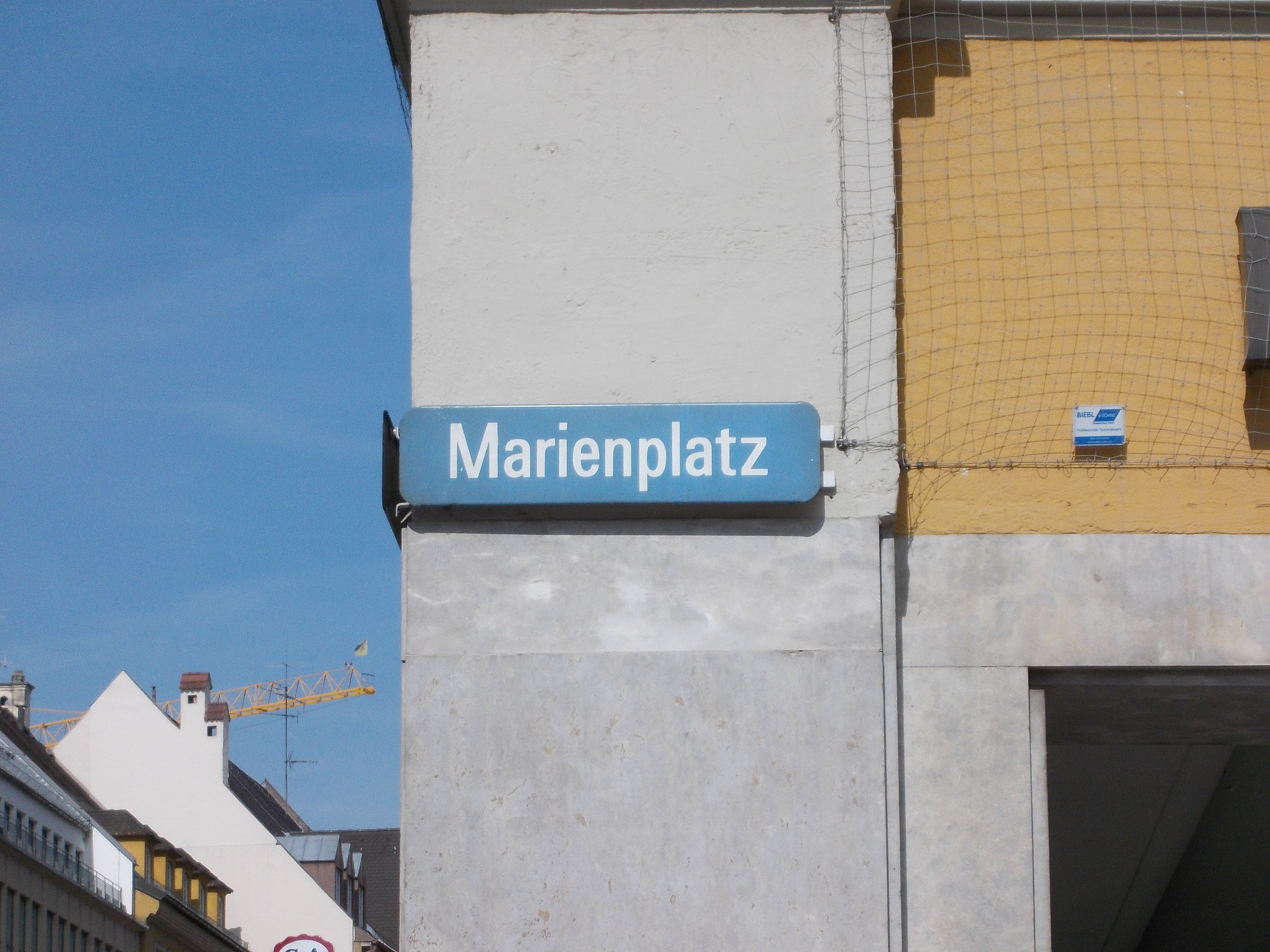
Plăcuţa stradală a Marienplatz

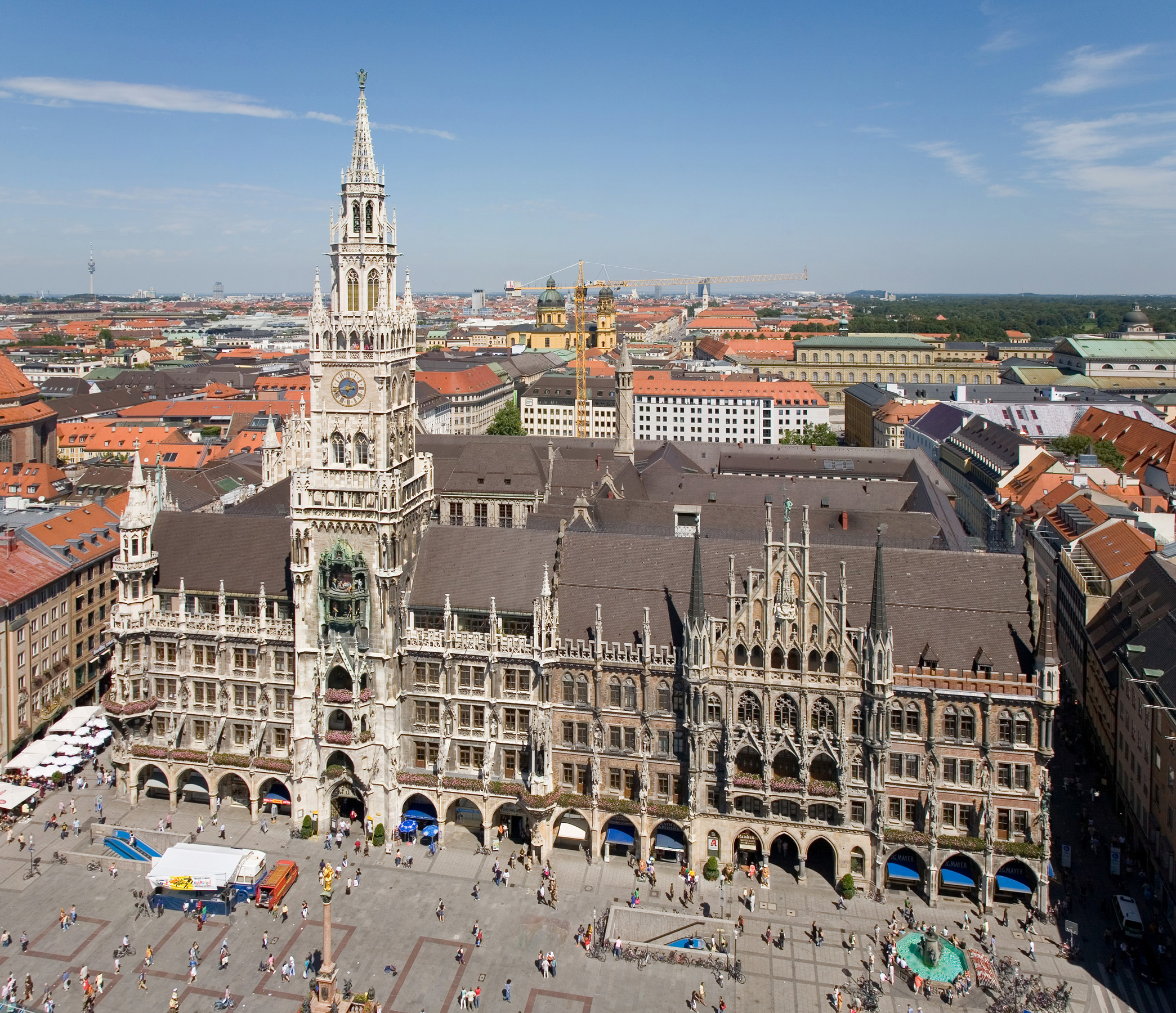
Vedere asupra Marienplatz şi a primăriei noi.

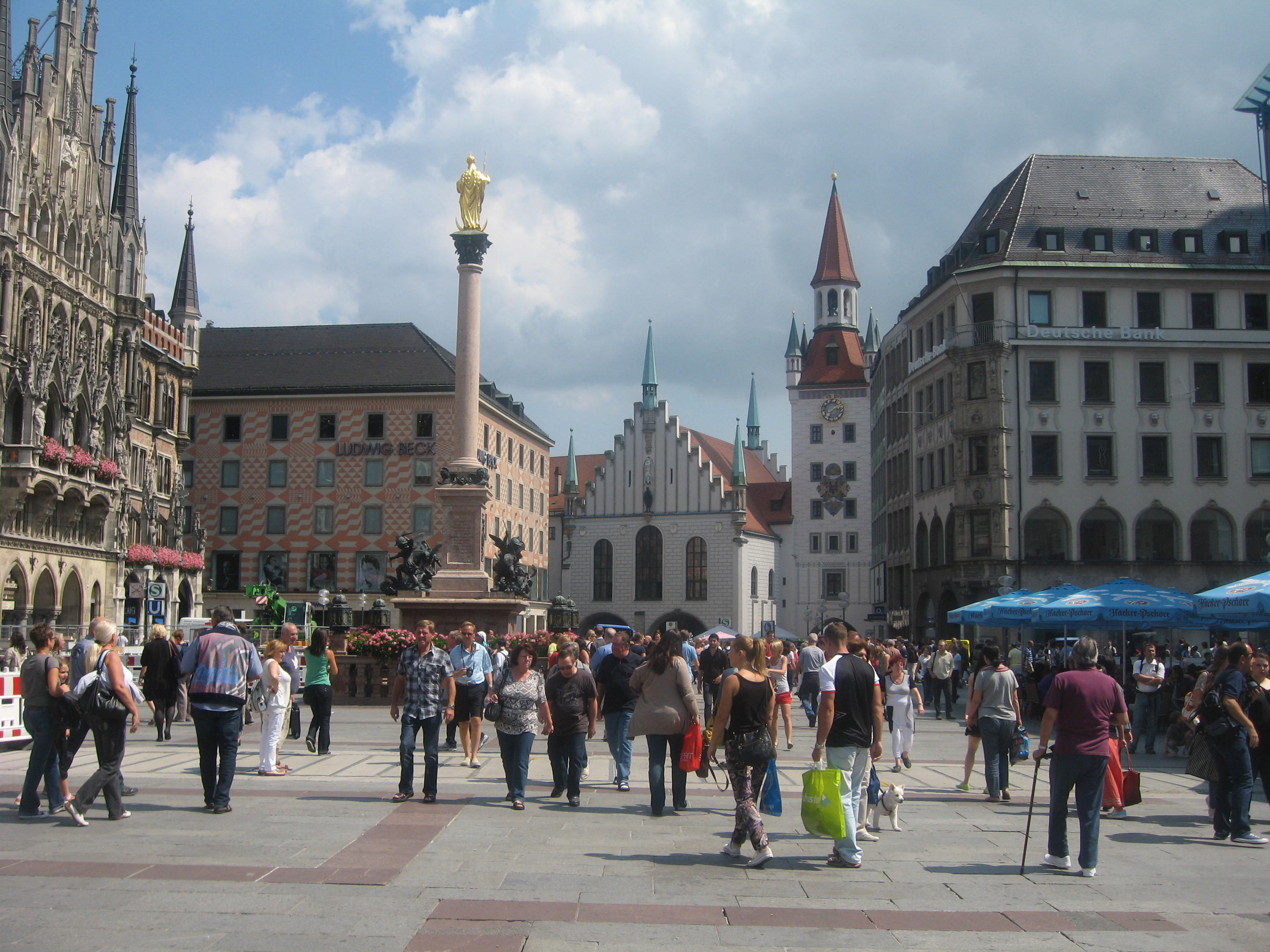
Vedere a primăriei vechi şi a Coloanei Mariei din Marienplatz.

Marienplatz (Piața Mariei) este o piață centrală a orașului München, Germania. Ea a fost piața principală a orașului începând din 1158.

## Arhitectură
În Evul Mediu în piața orașului se desfăceau produse agroalimentare și aveau loc spectacole. Marienplatz a fost denumită după Mariensäule, o coloană mariană înălțată în centrul său în 1638, pentru a sărbători sfârșitul ocupației suedeze. Astăzi Marienplatz este dominată de Primăria Nouă (Neues Rathaus) de pe latura de nord. Glockenspiel din turnul primăriei noii a fost inspirat de aceste turnee și atrage anual milioane de turiști. În partea de est este situată Primăria Veche (Altes Rathaus) din München. Este o clădire în stil gotic cu o sală de consiliu, o sală de bal și un turn, care au fost reconstruite. 
Zona pietonală cuprinsă între Karlsplatz și Marienplatz este o zona aglomerată, cu numeroase magazine și restaurante.
Stația feroviară Marienplatz (a metroului din München și a S-Bahn München) este situată sub piață și constituie un important nod de transport. Pentru fluidizarea fluxului de călători în subteran a fost adoptată soluția spaniolă.

## Coloana Mariei

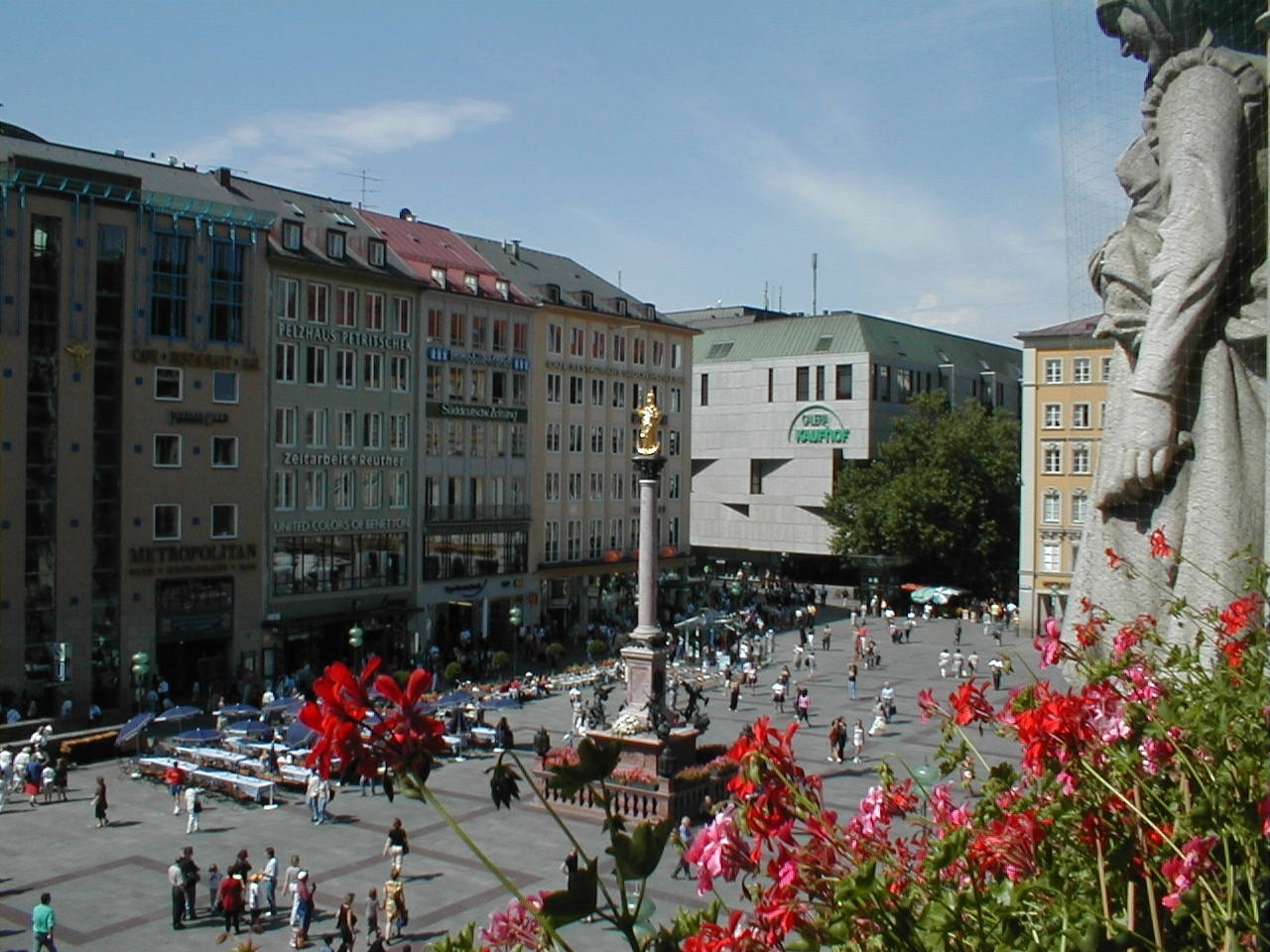
Marienplatz cu Mariensäule

Mariensäule este o coloană mariană situată în Marienplatz din München, Germania. Ea a fost ridicată în 1638 pentru a sărbători sfârșitul ocupației suedeze din timpul Războiului de Treizeci de Ani și are în vârf o statuie de aur a Fecioarei Maria stând în picioare pe o semilună ca Regina Cerului, sculptată în 1590. Statuia s-a aflat inițial în Frauenkirche. Mariensäule din München a fost prima coloană de acest tip construită la nord de Alpi și a inspirat înălțarea și a altor coloane mariane în această parte a Europei.
La fiecare colț al piedestalului coloanei este o statuie a unui putto, creată de Ferdinand Murmann. Cei patru putti sunt reprezentați fiecare luptând cu un animal diferit, simbolizând depășirea obstacolelor de către oraș: războiul reprezentat de un leu, ciuma de un bazilisc, foamea sau foametea de un dragon și erezia de către un șarpe.